# Ali Umar
Ali Umar (5 de agosto de 1980) é um futebolista da Maldivas. Atua como atacante, mede 1,78 cm e pesa 70 kg.
Atualmente joga no New Radiant Sport Club. É figura constante em jogos da Seleção das Maldivas de Futebol.